# آنا کاتا-چیتیگا
آنا کاتا-چیتیگا (انگلیسی: Ana Cata-Chitiga؛ زادهٔ ana maria căta-chițiga
۲۰ ژوئن ۱۹۸۹) بازیکن بسکتبال اهل فرانسه با اصالت رومانیایی است. او در ۲۰۵۵ متولد شد و به عنوان سنتر (Center) بازی می‌کند.
او در لیگ برتر بسکتبال زنان فرانسه و همچنین در تیم ملی فرانسه حضور داشته است. مهارت‌های دفاعی، قدرت بدنی بالا و توانایی ریباند از ویژگی‌های برجسته بازی او محسوب می‌شود.
وی در مسابقات کشوری و بین‌المللی در مجموع برندهٔ ۱ مدال نقره شده است.